# Варшавский, Анатолий Семёнович
Анатолий Семёнович Варшавский (12 февраля 1920 — 8 августа 1990, Москва) — советский писатель, редактор и переводчик, автор научно-популярных книг, кандидат исторических наук, участник Великой Отечественной войны 1941—1945, Лауреат премии Союза журналистов СССР, Лауреат премии общества «Знание».

## Биография
Родился в 1920 году. Выпускник Московского института истории философии и литературы им. Н.Г. Чернышевского.
С июня 1942 года — участник Великой Отечественной войны 1941—1945 гг. Находясь на передовой, собирал, записывал и обрабатывал материалы для истории «Боевой путь армии и ее герои», принимал деятельное участие в выпуске её первых четырёх томов. Корректировал и тщательно подготовил алфавитно-именной указатель ко всем выпущенным томам. 
Хорошо зная немецкий язык, являлся переводчиком маршала П.А. Ротмистрова, оказывал помощь командованию в выполнении боевых задач во время Берлинской операции советских войск, за что был награжден Орденом Красной Звезды (1945). 
После демобилизации поступил в аспирантуру МГУ, где в 1952 году защитил диссертацию на соискание степени кандидата исторических наук.
В конце 1950-х годов руководил отделом фантастики в журнале «Знание-сила». В 1959-1961 годах составил три сборника Научной фантастики, в том числе в 1959 году являлся составителем сборника «Дорога в сто парсеков», в котором собрал повести и рассказы самых интересных на тот год советских авторов научной фантастики.
Автор более двух десятков научно-популярных книг, посвященных современным открытиям в области археологии, антропологии, этнографии, всеобщей истории: «Города раскрывают тайны», «Если раскопать холм», «Колумбы каменного века», «Следы на дне» и др.
Анатолий Варшавский редактировал журнал «Советская Археология», занимался переводами зарубежной научно-образовательной литературы, в 1960 году перевёл на русский язык книгу «Боги, гробницы, учёные» Курта Вальтера Керама.
Лауреат премии Союза журналистов СССР. Лауреат премии общества «Знание».

## Избранные труды
- Варшавский А. С. Крамольные полотна // Знание — сила. 1959. № 11.
- Варшавский А. C. Подвиг художника. — М.: Советский художник, 1965. — 176 с. — (Страницы истории искусств). — 65 000 экз.
- Варшавский А. С. Великие еретики / А. С. Варшавский, К. С. Поничева. – Москва: Детская литература, 1966. – 224 с.
- Варшавский А. С. Пелика с ласточкой / А. С. Варшавский. – Москва: Детская литература, 1971. – 214 с.
- Варшавский А. С. Жемчужное ожерелье / А. С. Варшавский. – Москва: Детская литература, 1975. – 223 с.
- Варшавский А. С. В начале были легенды / А. С. Варшавский. – Москва: Знание, 1982. – 176 с.
- Варшавский А. С. Судьбы шедевров / А. С. Варшавский. – Москва: Детская литература, 1984. – 224 с.
- Варшавский А. С. Сыны Отечества / А. С. Варшавский. – Москва: Детская литература, 1987. – 301 с.